# 北伐 (東晋)
北伐、 東晋時代に行われた主な北伐について解説する。

## 概要
三国時代を終結させた西晋は八王の乱による混乱とそれに続く周辺異民族（五胡）の進入により滅亡（永嘉の乱）、生き残りが河北・河南・関中を失いながら江南に亡命政権を打ち立てた（東晋）。東晋は故地奪回のため度々北伐軍を繰り出し、有力部将が自らの地位・名声を向上・強化するための手段としても北伐が行われた（桓温、劉裕）。しかし、朝廷内部での権力闘争や軍閥間の不和もあって足並みは揃わず、占領した北方が戦乱により疲弊していたことによる補給の困難もあって、北方の永続的な回復には至らなかった。

## 祖逖の北伐
東晋朝廷から軍を授けられなかったが、祖逖は故地回復を目指して2000の義勇兵を率いて長江を渡り北伐を開始。河南の諸塢主を破り、あるいは下した後、後趙と戦い石勒・石虎を破り河南を回復した。しかし河北回復を目指して準備中、朝廷により更迭され憤死。祖逖が回復した河南もやがて後趙に奪われた。

## 殷浩の北伐
永和9年（353年）、後趙滅亡後の北方の混乱に乗じて殷浩は北府軍団（長江下流域・首都建康の近郊に駐屯していた）を率いて北伐を敢行したが、背いた羌族の首長姚襄に敗退した。

## 桓温の北伐
永和10年（354年）、桓温は西府軍団（長江中流域に駐屯していた）を率いて荊州から北伐を敢行する。関中に進撃し前秦の苻健を破り、苻健の長子苻萇を討ち取ったが、長安の回復には失敗した。永和12年（356年）には羌族の姚襄と戦い撃破、洛陽を奪回した。
興寧3年（365年）、前燕に洛陽が奪われると、太和4年（369年）に前燕に対する北伐を敢行する。序盤は優位に進めたが、干ばつによる水路補給路の断絶と前秦の参戦により撤退、帰途に前燕の慕容垂の軽騎兵による追撃を受け、死者3万を超える大敗を喫する。これにより桓温の北方回復は潰えた（枋頭の戦い）。

## 劉裕の北伐
慕容超の治世に南燕が乱れると、義熙6年（410年）に劉裕は南燕に対する北伐を敢行。同年、南燕を滅ぼし山東を奪回する。これにより東晋・南朝と三韓及び倭国との交通状況が改善され、大規模な遣使が可能となった（→倭の五王）。義熙12年（416年）、後秦の姚興が死んで同国が混乱すると、同年に劉裕は檀道済・王鎮悪らの諸将を率いて後秦に対する北伐を決行。翌義熙13年（417年）に後秦を滅ぼし、長安・洛陽を奪回した。しかし、国元を任せた劉穆之が急死したため、劉裕は次男劉義真に王鎮悪・沈田子・毛徳祖らの諸将を付けて関中に残し、建康へ帰った。
劉裕が南に帰ると、夏の赫連勃勃が関中の奪取を狙って侵攻してきた。そのような状況にありながら劉裕が残した諸将は仲間割れを起こし、沈田子が王鎮悪を謀殺する。これにより東晋軍の結束は乱れ、赫連勃勃に敗れて関中を失った。